# Lautsprecher Teufel
Lautsprecher Teufel — немецкий производитель аудиотехники, такой как громкоговорители, наушники, Hi-Fi системы и домашние кинотеатры. Компания была основана в Берлине в 1979 году и насчитывает более 320 сотрудников (по состоянию на октябрь 2020 года). Продукция Teufel доступна только через прямые продажи в собственных магазинах и в интернет-магазинах.

## История
Lautsprecher Teufel был основан в 1979 году в Берлине Петером Чиммелем. На начальном этапе компания и выпускала в продажу комплекты акустических систем из готовых курсовых, драйверов и корпуса -Bauteilen. Первой продукцией были акустические системы. В 1987 году громкоговоритель Teufel переехал на Штромштрассе в Берлин-Моабит. С динамиком M 200 и связанным с ним сабвуфером M 6000 компания Teufel предложила первые полностью собранные динамики. В 1990 году Teufel изменил свою модель продаж со специализированных и розничных продаж на прямые продажи через каталог. Это означало, что продукты можно было предлагать по более низкой цене, чем раньше.
Когда в 1995 году был выпущен DVD, Teufel предложил THEATER 2, первую в Европе систему домашнего кинотеатра 5.1 с сабвуфером, поперечным центральным и дипольным тыловыми динамиками. В 1997 году Интернет-магазин Teufel вышел в Интернет.
В 2006 году компания Teufel расширила свой ассортимент и вошла в область мультимедийных колонок для ПК. В том же году финансовый инвестор Риверсайд принял у основателя компании Питера Чиммеля докладчика Teufel GmbH. Год спустя компания переехала на Bülowbogen в Берлин-Шёнеберг. В 2010 году финансовый инвестор HG Capital выкупил компанию у Riverside. В то же время Teufel объединила берлинский стартап Raumfeld, который с 2008 года занимается разработкой и продажей мультирум-колонок для потокового вещания.
В 2012 году голландец Эдгар ван Велзен сменил Торстена Ройбера на посту управляющего директора. Прежде всего, он расширил международный бизнес и расширил ассортимент, включив в него новые категории, такие как динамики Bluetooth. В 2014 году компания переехала в отремонтированный и внесенный в список объектов недвижимости Bikini House в Берлине. В то же время компания открыла свой первый магазин — флагманский магазин Teufel Raumfeld. 2015 году компания Teufel выпустила портативный громкоговоритель В 2016 году предыдущий руководитель отдела продаж и маркетинга Саша Маллах стал управляющим директором Lautsprecher Teufel вместе с Йоахимом Виммерсом.
Летом 2018 года эту компанию приобрела французская частная инвестиционная компания Naxicap. С марта 2020 года Саша Маллах управляет компанией в качестве единственного управляющего директора.

## Офисы и продажи
Разработка, маркетинг, продажи, администрирование, а также флагманский магазин в Bikini Berlin и магазин Teufel в KaDeWe расположены в Берлине. В других магазинах Teufel в настоящее время работают 33 сотрудника. Кроме того, китайское представительство Teufel находится в городе Дунгуань (Китай), в нём работает 40 сотрудников, отвечающих за управление поставками и продажами. Складские услуги и логистика осуществляются в Гамбурге.
Помимо флагманского магазина Teufel и магазина Teufel в KaDeWe есть другие магазины бренда в Германии и Австрии. К ним относятся магазины Teufel в Эссене, который открылся в августе 2018 года, и в магазине EMI в Вене, который существует с сентября 2018 года. Другие магазины Teufel были открыты в Кёльне и Штутгарте в октябре 2019 года.
Продукция Teufel доступна только через прямые продажи в магазинах и интернет-магазинах.

## Товары

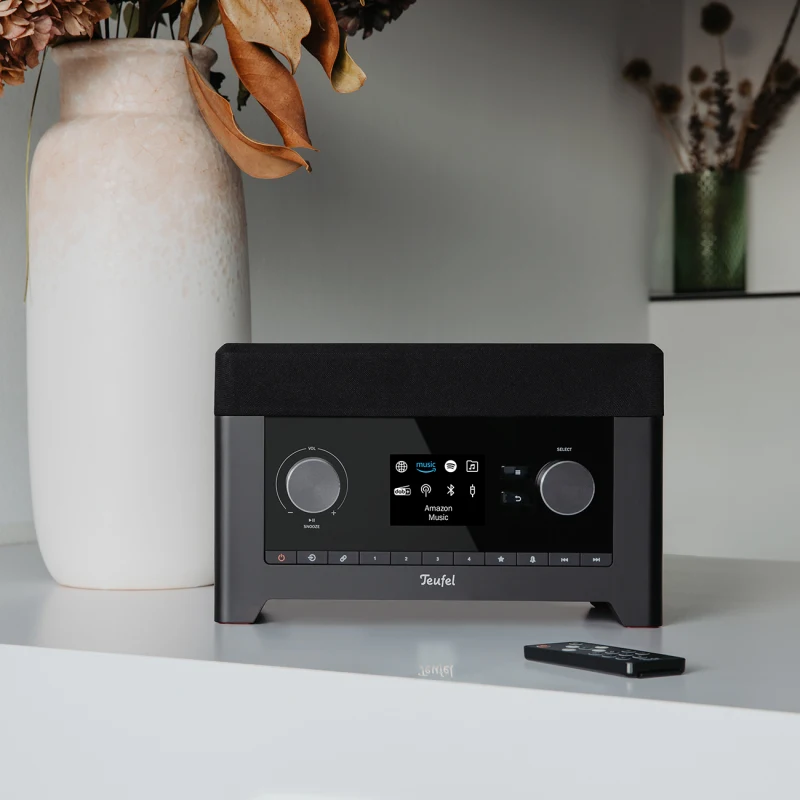
Радио Teufel 3SIXTY

Ассортимент продукции Teufel включает в себя различные категории аудио и Hi-Fi:
- Активные и пассивные стереодинамики
- Колонки и системы домашнего кинотеатра
- Потоковые колонки и системы
- Системы SoundBar и Sounddecks
- Bluetooth-динамик
- Наушники, включая (беспроводные) наушники-вкладыши
- ПК и мультимедийные колонки